# Feniks (zbiór opowiadań)
Feniks – zbiór opowiadań fantastyczno-naukowych autorstwa Janusza A. Zajdla, wydany przez wydawnictwo Nasza Księgarnia w 1981 roku.

## Spis utworów
- Dziwny nieznany świat – po raz pierwszy w zbiorze opowiadań Jad mantezji z 1965 roku
- Feniks – po raz pierwszy w zbiorze opowiadań Jad mantezji z 1965 roku
- Próba – po raz pierwszy w zbiorze opowiadań Jad mantezji z 1965 roku
- Studnia – po raz pierwszy w zbiorze opowiadań Jad mantezji z 1965 roku
- Jad mantezji – po raz pierwszy w zbiorze opowiadań Jad mantezji z 1965 roku
- Operacja „Wiwarium” – pierwodruk: „Tygodnik Demokratyczny”, 1981
- Anomalia
- Podwójna pętla
- Zabawa w berka
- Welcome on the Earth – pierwodruk: „Tygodnik Demokratyczny”, 1981